# Carmignano di Brenta
Carmignano di Brenta är en ort och kommun i provinsen Padova i regionen Veneto i Italien. Kommunen hade 7 601 invånare (2018).